# Rassemblement pour la France
Pour les articles homonymes, voir RPF.
Ne doit pas être confondu avec Rassemblement du peuple français ou Mouvement pour la France.
Le Rassemblement pour la France (RPF) est un parti politique français créé en 1999 et disparu en 2011.
Lancé par Charles Pasqua et Philippe de Villiers à la suite du bon résultat obtenu par leur liste aux élections européennes de 1999, le RPF accueille notamment des dissidents du Rassemblement pour la République (RPR). Sa ligne est principalement souverainiste et gaulliste.
À la suite de désaccords avec Pasqua, Villiers quitte le RPF en 2000 pour relancer le Mouvement pour la France (MPF). Le parti décline dès lors sur le plan électoral.

## Historique
Aux élections européennes de 1999, Charles Pasqua et Philippe de Villiers conduisent la liste souverainiste intitulée « Rassemblement pour la France et l'Indépendance de l'Europe » (RPFIE). Elle obtient 13,1 % des voix et 13 élus, parmi lesquels Marie-France Garaud, William Abitbol et Jean-Charles Marchiani.
Le congrès fondateur du Rassemblement pour la France (RPF) a lieu le 21 novembre 1999. Son nom officiel est le Rassemblement pour la France et l'indépendance de l'Europe (RPFIE).
Le RPF éclate en juillet 2000 : Philippe de Villiers dénonce la gestion du parti par Charles Pasqua et quitte le RPF pour relancer le MPF. William Abitbol et ses partisans lancent le mouvement Combats souverainistes, qui se ralliera à la candidature de Jean-Pierre Chevènement à l'élection présidentielle de 2002. D'autres militants créent l'Entente souverainiste. Charles Pasqua et Jean-Charles Marchiani restent au sein du RPF. Jean-Jacques Guillet quitte le secrétariat général et est remplacé par Isabelle Caullery jusqu'en 2002.
Aux élections législatives de 2002, le RPF obtient 0,37 % des voix au premier tour, et gagne deux sièges à l'Assemblée nationale à l'issue du second tour.
En 2003, le RPF devient le Rassemblement pour la France et l'indépendance de l'Europe (RPFIE). Le parti cesse en 2004 d'avoir des députés au Parlement européen. Charles Pasqua a siégé au Sénat, en tant qu’apparenté groupe UMP, jusqu'en 2011.
Le bureau politique du RPF a appelé lors de l'élection présidentielle de 2007 à voter Nicolas Sarkozy. Lors de cette élection, Charles Pasqua a appelé Nicolas Dupont-Aignan (Debout la République) et Christine Boutin (Forum des républicains sociaux) à retirer leur candidature au profit de Nicolas Sarkozy.
Le parti est dissous en 2011, quatre ans avant la mort de Pasqua[réf. nécessaire].
Toutefois, lors des élections départementales 2015, quatre binômes se présentent comme candidats sous l'étiquette "RPF" et "RPFIE". Notamment, dans l'Hérault, dans le canton d'Agde, avec Justine Fenoy et Igor Kurek, qui rassembleront 1 000 voix. Mais aussi dans l'Aude, dans les cantons de Rieux-Minervois avec Joëlle Baigneaux et Gérard Hardy (1 056 voix), et dans celui de Trèbes, avec Lydie Aldana et Laurent Mahaut (779 voix). Ce sont les dernières mentions du RPF dans le paysage électoral français. 

## Relations avec d'autres mouvements
Lors de la fondation de l'Union pour un mouvement populaire (UMP) en 2002, des élus et des adhérents du RPF se sont intégrés individuellement, mais aussi collectivement à partir du 7 septembre 2002 via Debout la République, devenu le courant souverainiste au sein de l'UMP, et à partir du 24 octobre 2002 via l'association Nation et progrès créée par une vingtaine d'élus locaux du RPF sous la houlette de l'eurodéputée Isabelle Caullery. Cette association regroupe quelque 200 élus locaux et militants lors du congrès fondateur de l'UMP le 17 novembre 2002 et soutient la candidature de Nicolas Dupont-Aignan à la présidence du parti.
Le 22 octobre 2002, le RPF autorise formellement la double appartenance avec l'UMP . Il bénéficie d'aides financières de l'UMP : celles-ci s'élèvent pour l'année 2008 à 160 000 euros.
Il a été membre du parti européen Alliance pour l'Europe des nations.

## Affaire judiciaire
Dans le cadre des élections européennes de 1999, le RPF est soupçonné d'avoir utilisé 7,5 millions de francs venant de la vente du casino d'Annemasse, dont Charles Pasqua avait autorisé l’exploitation en 1994, lorsqu'il était ministre. L'instruction est menée de 2001 à 2006 par le juge Philippe Courroye. Sept personnes sont mises en examen, dont Charles Pasqua. En mars 2008, Charles Pasqua est condamné à 18 mois d’emprisonnement avec sursis pour « faux », « financement illégal de campagne électorale » et « abus de confiance », une peine qui est confirmée en appel en septembre 2009. La Cour de cassation rejette l'année suivante le recours de Charles Pasqua contre cette peine.